# Hans Günther Aach
Hans Günther Aach (auch Hans-Günther Aach; * 2. Oktober 1919 in Oldenburg; † 4. Dezember 1999 in Aachen) war ein deutscher Botaniker und ab 1965 Lehrstuhlinhaber in Aachen.

## Werdegang
Hans Günther Aach war der Sohn von Emil und Käthe Aach, geborene Schwarting. Nach einem Grundstudium in Berlin von 1945 bis 1948 wurde er im März 1952 an der mathematisch-naturwissenschaftlichen Fakultät der Universität Göttingen zum Dr. rer. nat. promoviert. Im Juli 1961 legte er an der Universität zu Köln seine Habilitationsschrift vor, habilitierte sich damit und begann im selben Jahr seine Lehrtätigkeit in Köln. 1962 war er Forschungsstipendiat an der University of California, Berkeley. Zum 31. Dezember 1962 wurde er zum außerordentlichen Professor für Botanik an der TH Aachen ernannt. Am 12. Januar 1965 wurde er daselbst ordentlicher Professor und Direktor des Botanischen Instituts. Seine Emeritierung erfolgte zum 1. März 1984.
Schwerpunkt seiner wissenschaftlichen Arbeit waren Eiweiße in Viren. Er war Mitarbeiter des Handbuchs der Biologie.

## Bücher
- Über Wachstum und Zusammensetzung von Chlorella pyrenoidosa bei unterschiedlichen Lichtstärken und Nitratmengen. Göttingen 1952, DNB 480291586.
- Die Viren. Akademische Verlags-Gesellschaft Athenaion, Konstanz 1960, DNB 450000176.
- Zur Konstanz der Aminosäurenzusammensetzung im Eiweißanteil des Tabakmosaikvirus. Köln 1961, DNB 481071865.
- Zum Problem der Viruseiweisssynthese in zellfreien Chlorellasystemen. Westdeutscher Verlag, Köln 1968, DNB 454534493.